# Sinéad Mulvey
Sinéad Mulvey (Dublin, 22 de janeiro de 1988) é uma cantora irlandesa. Ao lado de Black Daisy, ela representou seu país no Festival Eurovisão da Canção 2009 com a canção pop-rock "Et Cetera". A música foi tocada na segunda semifinal, mas perdeu a qualificação para a grande final.

## Biografia

### Início da vida
Sinéad começou a cantar aos treze anos, quando foi escolhida como estrela do musical Cinderella. Em 2005, ela competiu no show de talentos da RTÉ, You're a Star.
Ela trabalha como comissária de bordo na Aer Lingus.

### Festival Eurovisão da Canção 2009
O prazo para inscrições para o processo de seleção irlandês para o Festival Eurovisão da Canção 2009 foi até 2 de fevereiro de 2009, com a RTÉ convidando inscrições a partir de 20 de dezembro de 2008. Em 20 de fevereiro de 2009, Sinéad, ao lado da banda de rock Black Daisy, ganhou a pré-seleção irlandesa para o Festival Eurovisão da Canção 2009 em Moscou, Rússia. Sinéad e Black Daisy venceram a concorrência de cinco outros candidatos no "The Late Late Show Eurosong Special", recebendo 78 pontos em 80 possíveis, para ganhar o direito de representar a Irlanda em Moscou. Mulvey foi descrita como "chocada, mas honrada" com o triunfo.
Chegando a Moscou com a delegação da RTÉ antes das semifinais, Mulvey foi fotografada em vários locais da cidade na companhia de Black Daisy e do comentarista de televisão irlandês da Eurovisão, Marty Whelan e do comentarista de rádio, Larry Gogan. Mulvey se vestiu com uma variedade de fantasias durante o período de ensaio, mas se contentou com extensões de cabelo e uma roupa preta de "garota do rock" no estilo de Katy Perry e Avril Lavigne para a apresentação semifinal.
A entrada pop-rock "Et Cetera" ficou em segundo lugar durante a segunda semifinal na Olimpiysky Indoor Arena de Moscou em 14 de maio de 2009, mas não conseguiu chegar à final. Elas foram a única banda feminina em toda a competição em 2009 e a apresentação foi para um público de 20.000 pessoas.